# Чупакабра

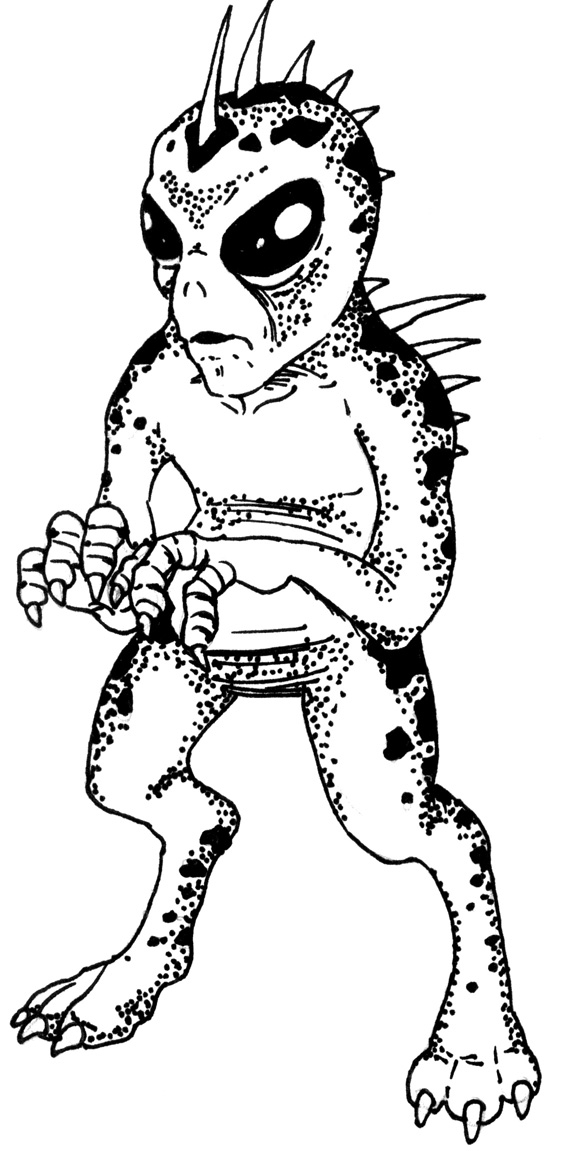
Чупакабра за описом свідків у 1995 році

Чупака́бра (від ісп. chupar — «смоктати» і cabra — «коза», тобто «козячий вампір» або «той, що ссе козячу кров») — фантастична тварина, криптид, якій приписують вбивства кіз, кролів та іншої свійської живності шляхом знекровлення. Достовірних відомостей про існування чупакабри немає, однак ЗМІ періодично поширюють свідчення людей, які нібито бачили чупакабру, що надходять з різних регіонів світу.

## Історія
Перші згадки, потім асоційовані з діяльністю чупакабри, з'явилися в Пуерто-Рико в 1975 році, коли на одній із ферм за одну ніч загадковим чином загинули всі тварини. Найраніша згадка про конкретно чупакабру датується серпнем 1995 року. Жителька Канованаса, домогосподарка Медлін Толентіно, надала свідчення, що бачила істоту й надала її опис. Впродовж наступних пів року з'явилися свідчення інших людей. Відомості про чупакабру активно поширював таблоїд «El Vocero», відомий розповсюдженням страшних і шокуючих матеріалів. Більшість великих видань проігнорували новини про невідому тварину. Зростання чуток про небезпечність чупакабри зумовили формування загонів озброєних добровольців, які патрулювали територію, сподіваючись убити чупакабру.
Урядова комісія, провівши розслідування, не змогла знайти ні слідів істоти, ні самого звіра, ні доказів містифікації. Та пуерторіканці не припиняли шукати чупакабру або її житло. Була підірвана печера, в якій, на думку місцевих мешканців, знаходилась істота.
До кінця 1995 року паніка в Пеурто-Рико згасла, проте з'явилися повідомлення про прояву істоти за межами острова.

## Образ і діяльність
Чупакабрі приписується химерна зовнішність: вона нагадує собаку з ознаками рептилії. На спині містяться шипи, в істоти сяйливі очі, вона має кігті. Також описується схожою на кенгуру. Заввишки 3-4 фути (близько 1 метра).
Зустрічі людей з чупакаброю нетривалі, істота швидко тікає. Вважається, що чупакабра полює вночі і нападає на свійських тварин, висмоктує кров і зникає. Пізніше чутки про «пташиного вампіра» поширилися в США і в Мексиці, а потім і у Європі. Найпівнічніші згадки в Америці поширюються до штату Мен, найпівденніші до Чилі. Дослідження трупів гаданих чупакабр у північній Мексиці і на півдні Сполучених Штатів засвідчили їхню приналежність до різних тварин родини псових, що хворіли на коросту. Тому біологами та іншими науковцями згадки про чупакабру розглядаються як сучасна міська легенда.
Альтернативні назви істоти: канґуро, сігупас, комеко-ґолос, конеджо, мабоя.

## Гіпотези про походження та сутність

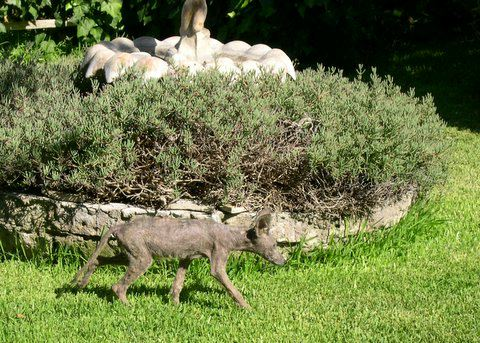
Койот, хворий на коросту

Реалістичні гіпотези говорять про чупакабру як хибно ідентифіковану звичайну тварину. Більшість трупів «чупакабр» належать койотам, собакам або єнотам, які втратили шерсть унаслідок корости. Тварина з цим захворюванням зазвичай майже не має шерсті або повністю лиса, з червоною або гіперпігментованою чорною шкірою.
Хуан А. Ріверо з Університету Пуерто-Рико стверджує, що чупакабри є мавпами (макаками), які втекли біля 1970-х років, будучи привезеними до Пуерто-Рико для дослідів.
На думку дослідника та скептика паранормальних явищ Бенджаміна Редфорда, повідомлення про чупакабру зумовлені виходом у 1995 році фантастичного фільму «Особина» про хижого гібрида людини й інопланетян.

## В Україні

### Свідчення

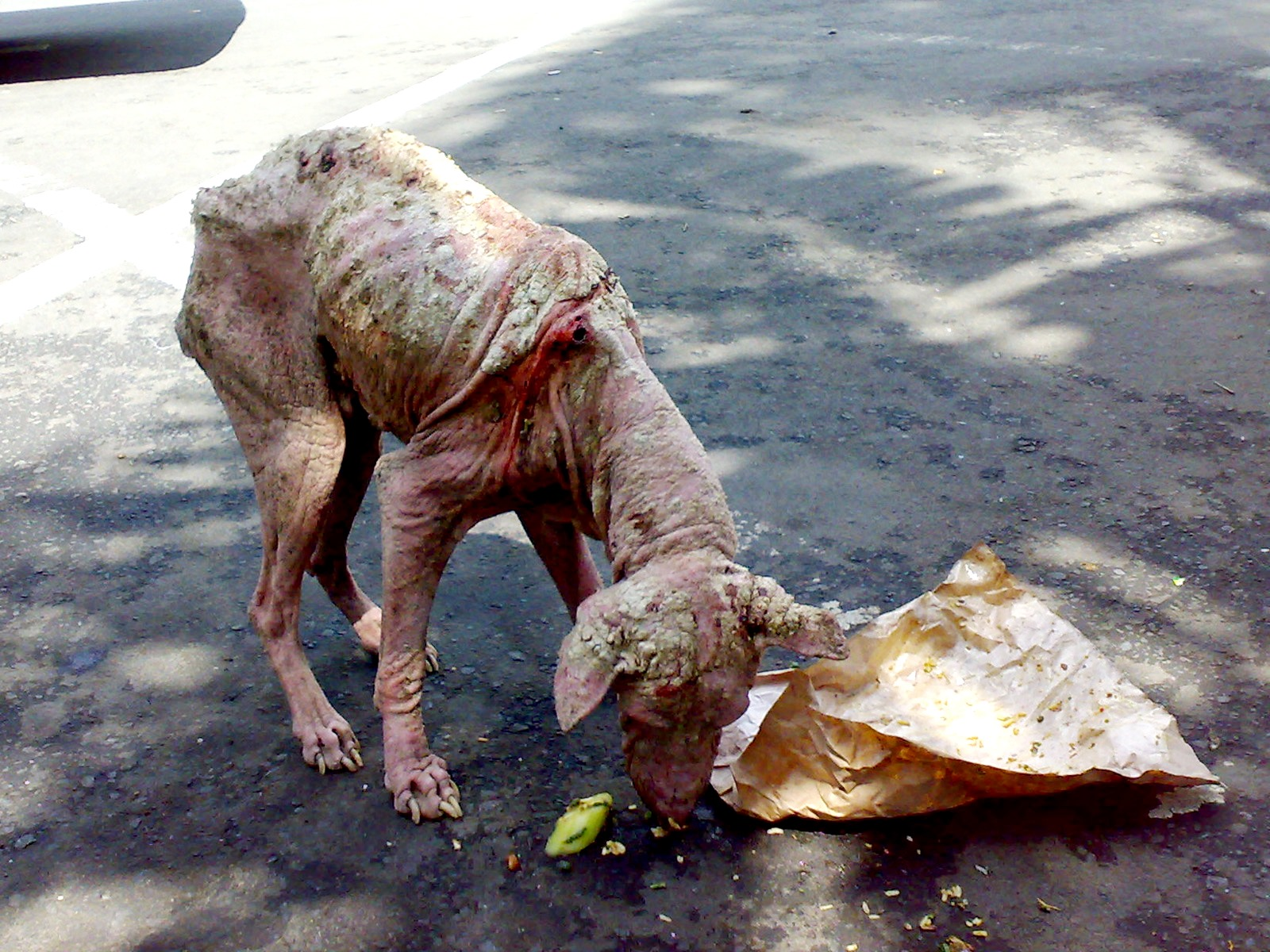
Собака, хворий на коросту (Балі, Індонезія)

Про появу чупакабри в Україні вперше заговорили у 2003 році, а пік повідомлень про істоту припав на 2009—2010 роки.
2009 року з'явилися повідомлення про істоту з Тернопільської області. У деяких місцевих газетах були публікації про чупакабру. Про неї писали у газеті «Факты и комментарии», розповідали у сюжеті новин на телеканалі СТБ. Йшлося про те, що невідома звірина масово знищує кролів, яких господарі знаходять задушеними, знекровленими й акуратно складеними. Пізніше надходили повідомлення, що звір з'явився в Чернігівській, Запорізькій, Волинській областях. Було чимало людей, які стверджували, що на власні очі бачили чудовисько на зріст як людина і з величезними кігтями.
24 червня 2016 року у селі Рукшин, що на Буковині, фермер заколов вилами у сараї невідому хижу істоту.

### Гіпотези про походження та сутність в Україні

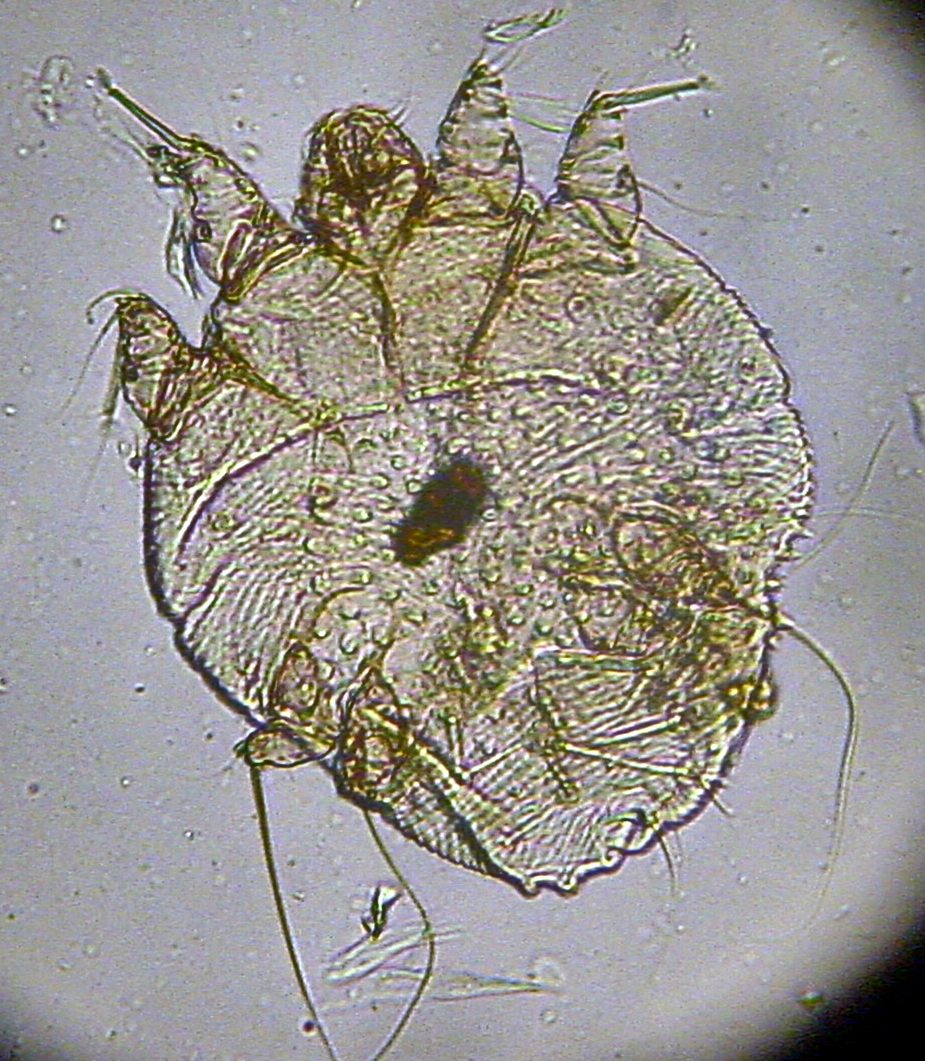
Коростяний свербун (Sarcoptes scabiei) — збудник корости (під мікроскопом)

Як заявив на прес-конференції в грудні 2010 року біолог Олександр Пономаренко з Дніпропетровського національного університету, дослідження показали, що всі «чупакабри» України — це єноти та лисиці, які втратили свій волосяний покрив, часто внаслідок розвитку корости.
«Я можу пояснити появу таких незвичайних тварин тим, що в Україні ведеться неправильний менеджмент лісових угідь, у нас надлишок лисиць. За радянських часів проводився відстріл лисиць, а зараз мисливцям стріляти лисиць невигідно, оскільки їхнє хутро не цінується, а виконувати плани не завжди хочеться. Оскільки у нас багато лисиць і популяція не має природної або антропогенної регуляції, з'являється велика кількість слабких особин, схильних до хвороб. Тому ми стикаємося з явищем лисиць-чупакабр», — зазначив він.
За іншою версією, деякі українські «чупакабри» є цуценятами вовків та собак — такі тварини можуть мати «лисячу» голову та забарвлення вовка. Серед причин поширення таких тварин останніми роками вказують на збільшення чисельності вовків та здичавілих собак у Чорнобильській зоні.
Багато років дискусії навколо раніше небачених тварин в Україні ведуться лише засобами масової інформації, що зацікавлені висвітлювати сенсаційні події задля зростання власних рейтингів, жодний науковий журнал не опублікував жодного матеріалу про так званих «чупакабр». Не згадано цих тварин і в жодному огляді криптичного різноманіття ссавців.
У 2010—2013 роках невідомі біологічні створіння досліджувались любительськими групами Рівненщини і Харківщини, а в 2014 році були отримані перші результати експертизи в ХНДІСЕ ім. Бокаріуса, що «Харківська чупакабра» виявилась лисицею.

## Образ чупакабри в масовій культурі

### Кінематограф
Чупакабра фігурує в документальному фільмі «Пригоди за межею: Чупакабра» (1997); художніх фільмах «Мисливці на чупакабру» (1997), «Легенда про чупакабру» (2000), «Терор чупакабри» (2005), «Повстання чупакабри» (2005), «Кров чупакабри» (2005), «Ніч чупакабри» (2011), «Чупакабра проти Аламо» (2013), «Корінні» (2014), «Територія чупакабри» (2016); анімації «Скубі-ду та монстр Мексики» (2003), «Легенда про чупакабру» (2016).

### Відеоігри
В Castlevania: Lords of Shadow і Castlevania: Lords of Shadow 2 чупакабри — це пустотливі карлики, які володіють пристрастю до магічних реліквій і регулярно крадуть їх у головного героя. Згідно з описом чупакабри в ігровому бестіарії, уявлення про чупакабр як монстрів-кровопивць хибне.